# Maine Red Claws 2015-2016
La stagione 2015-16 dei Maine Red Claws fu la 7ª nella NBA D-League per la franchigia.
I Maine Red Claws vinsero l'Atlantic Division con un record di 31-19. Nei play-off persero la semifinale di conference con i Canton Charge (2-0).

## Roster
| N° | Naz.                   | Ruolo | Sportivo           | Anno | Alt. | Peso |
| -- | ---------------------- | ----- | ------------------ | ---- | ---- | ---- |
| 2  | Stati Uniti (bandiera) | G     | Corey Walden       | 1992 | 188  | 86   |
| 3  | Stati Uniti (bandiera) | G     | Coron Williams     | 1989 | 185  | 79   |
| 4  | Stati Uniti (bandiera) | A     | Coty Clarke        | 1992 | 201  | 102  |
| 5  | Stati Uniti (bandiera) | G     | Marcus Thornton    | 1992 | 188  | 80   |
| 7  | Stati Uniti (bandiera) | G     | Terry Rozier       | 1994 | 188  | 86   |
| 9  | Stati Uniti (bandiera) | GA    | Melvin Johnson     | 1990 | 198  | 77   |
| 11 | Stati Uniti (bandiera) | G     | Andre Stringer     | 1991 | 175  | 86   |
| 12 | Stati Uniti (bandiera) | G     | R.J. Hunter        | 1993 | 196  | 84   |
| 13 | Stati Uniti (bandiera) | A     | Malcolm Miller     | 1993 | 201  | 95   |
| 14 | Stati Uniti (bandiera) | GA    | Davon Usher        | 1992 | 198  | 91   |
| 15 | Stati Uniti (bandiera) | G     | Davion Berry       | 1991 | 193  | 84   |
| 17 | Stati Uniti (bandiera) | GA    | Ladarius White     | 1992 | 198  | 95   |
| 20 | Stati Uniti (bandiera) | G     | Levi Randolph      | 1992 | 193  | 93   |
| 21 | Stati Uniti (bandiera) | GA    | James Young        | 1995 | 198  | 98   |
| 23 | Stati Uniti (bandiera) | A     | Jordan Mickey      | 1994 | 203  | 107  |
| 24 | Giamaica (bandiera)    | A     | Omari Johnson      | 1989 | 206  | 100  |
| 33 | Stati Uniti (bandiera) | A     | Ella Ellis         | 1991 | 201  | 88   |
| 34 | Stati Uniti (bandiera) | C     | Asauhn Dixon-Tatum | 1991 | 213  | 102  |
| 34 | Porto Rico (bandiera)  | A     | Kevin Young        | 1990 | 203  | 86   |
| 50 | Stati Uniti (bandiera) | C     | Ralph Sampson      | 1990 | 211  | 111  |
| 90 | Stati Uniti (bandiera) | G     | Tim Frazier        | 1990 | 185  | 79   |

## Staff tecnico
- Allenatore: Scott Morrison
- Vice-allenatori: James Thomas, Shaun Fein, Seth Cooper
- Preparatore atletico: Paul Finster